# 實驗劇場
實驗劇場又稱小劇場（experimental theatre）、前衛劇場（avant-garde theatre）、另類劇場（alternative theatre）、藝術劇場（art theatre）、藝穗劇場（fringe theatre）、激進劇場（radical theatre）、獨立劇場（Independent theatre），是對20世紀開始發生在西方劇場界的許多不同劇場運動的總稱。實驗劇場是對當時主導了戲劇寫作與戲劇製作的傳統的一種反動。這個詞語的意義隨著時代而不斷變化，因為有許多原本被認為激進的戲劇形式，已經逐漸被主流劇場界所接受及採用。實驗劇場實踐者重視創作理念多於市場票房，通常也選擇在容納人數較少的表演場所。

## 類型與運動
- 即興劇場
- 表演藝術
- 街頭劇場
- 荒謬劇場

## 主要人物

### 作家
- 安東尼·亞陶（Antonin Artaud－－殘酷劇場）
- 貝托爾特·布萊希特（Bertolt Brecht－－史詩劇場）
- 尚·考克多（Jean Cocteau）
- 達里歐·佛（Dario Fo）

### 導演
- 彼得·布魯克（Peter Brook）
- 安德烈·葛瑞格勒（Andre Gregory）
- 傑西·葛羅托斯基（Jerzy Grotowski，貧窮劇場）
- 伊麗莎白·萊康特（Elizabeth LeCompte）
- 烏斯沃洛·梅耶侯德（Vsevolod Meyerhold，生物力學）
- 亞里安·莫努虛金（Ariane Mnouchkine）

## 團體

### 英國
- Complicite

### 美國
- Bread and Puppet Theater
- The Living Theatre
- Mabou Mines
- The Open Theater
- The Wooster Group